# Kim Jong Yang
Kim Jong Yang (coreano: 김종양; Hanja: 金鍾陽; Changwon, 30 de outubro de 1961) é um policial da Coréia do Sul e presidente da Interpol.

## Biografia
Antes de sua carreira na Interpol, Kim era chefe da Agência de Polícia da Província de Gyeonggi, a agência de aplicação da lei da província mais populosa da Coréia do Sul. Como chefe de polícia, Kim participou de esforços para espalhar estratégias de policiamento sul-coreanas para outras nações, incluindo as Filipinas, por meio de assistência financeira e programas de treinamento.
Em 2015, Kim foi eleito vice-presidente da Interpol para a Ásia.
Após a prisão e detenção do presidente da Interpol, Meng Hongwei, na China, Kim assumiu o cargo de presidente interino.
Embora o vice-presidente da Interpol e o oficial do Ministério do Interior russo Alexander Prokopchuk tenha sido amplamente apontado como o sucessor de Meng, em uma reunião em Dubai de 18 a 21 de novembro de 2018, Kim foi eleito para servir os dois anos restantes do mandato de Meng. A candidatura de Prokopchuk havia sido contestada pelas nações ocidentais, que se opuseram aos abusos do governo russo dos avisos vermelhos da Interpol para atingir dissidentes e oponentes políticos.